# حزقيال خوسيه توريس
حزقيال خوسيه توريس (بالإسبانية: Juan José Torres)‏ هو منافس ألعاب قوى إسباني، ولد في 26 نوفمبر 1957.

## وصلات خارجية
- حزقيال خوسيه توريس على موقع الاتحاد الدولي لألعاب القوى (الإنجليزية)
- حزقيال خوسيه توريس على موقع أوليمبيديا (الإنجليزية)